# シルヴィウ・ルング・ジュニア
シルヴィウ・ルング・ジュニア（ルーマニア語: Silviu Lung Jr.、1989年6月4日 - ）はルーマニア・クラヨーヴァ出身のサッカー選手。ポジションはゴールキーパー。父親はUEFA欧州選手権1984や1990 FIFAワールドカップに出場した元ルーマニア代表ゴールキーパーのシルヴィウ・ルング。

## 経歴
父親のシルヴィウ・ルングがキャリアの大半を過ごしたFCウニヴェルシタテア・クラヨーヴァでプロサッカー選手としてデビューした。2011年7月、FCアストラ・ジュルジュに移籍した。
UEFAヨーロッパリーグ 2013-14・予選1回戦のNKドムジャレ戦でUEFAヨーロッパリーグに初出場した。
2017年、カイセリスポルに移籍した。

## 代表
2010年6月5日、親善試合のホンジュラス戦に途中出場し、ルーマニア代表デビューを果たした。第2戦目は2011年10月11日に行われたUEFA EURO 2012予選・グループD最終節のアルバニア戦で、この試合が初の公式戦出場となった。また、初めて先発フル出場した。

## 個人成績
| 国際大会個人成績 | 国際大会個人成績     | 国際大会個人成績 | 国際大会個人成績 | 国際大会個人成績 | 国際大会個人成績 | 国際大会個人成績 |
| 年度             | クラブ               | 背番号           | 出場             | 得点             | 出場             | 得点             |
| UEFA             | UEFA                 | UEFA             | UEFA EL          | UEFA EL          | UEFA CL          | UEFA CL          |
| ---------------- | -------------------- | ---------------- | ---------------- | ---------------- | ---------------- | ---------------- |
| 2013-14          | アストラ・ジュルジュ | 1                | 8                | 0                | -                | -                |
| 2014-15          | アストラ・ジュルジュ | 1                |                  |                  | -                | -                |
| 通算             | UEFA                 | UEFA             | 8                | 0                | -                | -                |